# Jagdstaffel 61
La Jagdstaffel 61 (in tedesco: Königlich Preußische Jagdstaffel Nr 61, abbreviato in Jasta 61) era una squadriglia (staffel) da caccia della componente aerea del Deutsches Heer, l'esercito dell'Impero tedesco, durante la prima guerra mondiale (1914-1918).

## Storia
La Jagdstaffel 61 venne formata l'11 gennaio 1918 ed entrò in azione il 24 gennaio e il 10 marzo venne posta a supporto della 7ª Armata e poco tempo dopo, il 22 marzo 1918 subì la prima perdita. Venne incorporata nel Jagdgruppe 11 e come parte di questo gruppo venne posta a supporto della 3ª Armata, 7ª Armata e della 9ª Armata.
Il Leutnant Siegfried Büttner fu l'ultimo Staffelführer (comandante) della Jagdstaffel 61 dal giugno 1918 fino alla fine della guerra.
Alla fine della prima guerra mondiale alla Jagdstaffel 61 vennero accreditate 25 vittorie aeree. Di contro, la Jasta 61 perse 4 piloti, 3 furono feriti in azione, 1 ferito in incidente aereo oltre ad un pilota pres0 come prigioniere di guerra.

## Lista dei comandanti della Jagdstaffel 61
Di seguito vengono riportati i nomi dei piloti che si succedettero al comando della Jagdstaffel 60.
| Grado    | Nome                        | Periodo                          |
| -------- | --------------------------- | -------------------------------- |
|          | Maxmilian Edler von Daniels | 24 gennaio 1918 – 7 giugno 1918  |
| Leutnant | Siegfried Büttner           | 9 giugno 1918 - 11 novembre 1918 |